# هربرت ديل
هربرت ديل (بالألمانية: Herbert Dill)‏ هو منافس ألعاب قوى ألماني، ولد في 31 أغسطس 1908 في هانوفر في ألمانيا، وتوفي في 19 ديسمبر 1944 في بلجيكا.

## وصلات خارجية
- هربرت ديل على موقع الاتحاد الدولي لألعاب القوى (الإنجليزية)
- هربرت ديل على موقع اللجنة الأولمبية الدولية (الإنجليزية)
- هربرت ديل على موقع أوليمبيديا (الإنجليزية)